# Diplostomum scudderi
Diplostomum scudderi är en plattmaskart. Diplostomum scudderi ingår i släktet Diplostomum och familjen Diplostomatidae. Inga underarter finns listade i Catalogue of Life.